# 하로드리
《하로드리》(ハロドリ。)는 2020년 4월 6일부터 TV 도쿄 계열에서 월요일 심야에 방송되고 있는 헬로! 프로젝트 멤버 출연의 TV 프로그램이다.

## 개요
모닝구무스메를 메인 스트림으로 안주루무, Juice=Juice, 츠바키팩토리, BEYOOOOONDS, OCHA NORMA, 로지 크로니클 등을 배출해, 발족 26년째를 맞이하는 헬로! 프로젝트 본 프로그램에서는 초등학생부터 고교생까지로 구성되는 하로프로 연수생에 밀착하여 데뷔를 목표로 분투하는 그녀들에게 다가가는 다큐멘터리 프로그램이다.
2024년 7월 8일부터 프로그램 타이틀을 《하로드리 -MUSIC-》로 개제해 풀 리뉴얼을 실시. 일련의 하로프로 관계의 전문 프로그램으로서는  《The Girls Live》 이래, 5년 3개월만이 되는, 순수한 음악 프로그램으로 회귀한 형태가 되었다.

## 출연자
- 헬로! 프로젝트 멤버
  - 모닝구무스메'24
  - 안주루무
  - Juice=Juice
  - 츠바키팩토리
  - BEYOOOOONDS
  - OCHA NORMA
  - 로지 크로니클
  - 하로프로 연수생
- 사쿠라이 타카히로→스즈무라 켄이치→니시야마 코타로 (나레이션)

## 방송국과 방송 시간
| 주요 방송 지역 | 방송국           | 방송 기간         | 계열         | 방송 요일과 방송 시간 |
| -------------- | ---------------- | ----------------- | ------------ | --------------------- |
| 간토 광역권    | TV 도쿄 (제작국) | 2020년 4월 6일 ~  | TV 도쿄 계열 | 월요일 25:00 ~ 25:30  |
| 전국           | BS TV 도쿄       | 2020년 4월 12일 ~ | BS 디지털    | 일요일 25:05 ~ 25:35  |
| 와카야마현     | TV 와카야마      | 2020년 5월 8일 ~  | JAITS        | 목요일 26:35 ~ 27:05  |
| 시가현         | 비와코 방송      | 2020년 6월 3일 ~  | JAITS        | 수요일 10:30 ~ 11:00  |